# Don Most
Don Most (ur. 8 sierpnia 1953 w Brooklynie) – amerykański aktor telewizyjny, filmowy i głosowy.
21 lutego 1982 roku poślubił Morgan Hart, z którą ma dwie córki.

## Filmografia

### Filmy fabularne
- 1975: Huckleberry Finn (TV) jako Tom Sawyer
- 1975: Szalona mama (Crazy Mama) jako Shawn
- 1980: Leo and Loree jako Leo
- 1986: Szkoła stewardes (Stewardess School) jako George Bunkle
- 1993: Martwe róże (Acting On Impulse, TV) jako Leroy
- 1995: Klepsydra (Hourglass) jako Andre
- 1996: Przeklęta wyspa (Dead Man’s Island, TV) jako Burton Andrews
- 1999: Ed TV (Edtv) jako Benson
- 2008: Wspaniały Buck Howard (The Great Buck Howard) jako producent Tonight Show

### Seriale TV
- 1973: Emergency! jako Fred Wilson
- 1974−1984: Happy Days jako Ralph Malph / Purvis
- 1978: Najwięksi bohaterowie biblijni (Greatest Heroes of the Bible) jako prorok Daniel
- 1979−1980: Statek miłości (The Love Boat) jako Marv Prine
- 1983: Statek miłości (The Love Boat) jako Keith Kelly
- 1986: Napisała: Morderstwo jako T.J. Holt
- 1986−1988: Wilczek jako Stiles (głos)
- 1990: Napisała: Morderstwo jako Ozzie Gerson
- 1993: Słoneczny patrol (Baywatch) jako Roger Clark
- 1998: Diagnoza morderstwo (Diagnosis: Murder) jako Emerson Horn
- 2001: Star Trek: Voyager jako Kadan
- 2003: Sabrina, nastoletnia czarownica jako biały królik
- 2007: Family Guy (Głowa rodziny) jako Donny Most (głos)
- 2011–2013: Glee jako Rusty Pillsbury